# 北大西洋 (映画)
『北大西洋』（きたたいせいよう、Action in the North Atlantic）は、1943年に公開されたアメリカ合衆国の戦争映画である。監督はロイド・ベーコンだが、ラオール・ウォルシュとバイロン・ハスキンも一部演出を担当している。主演はハンフリー・ボガートとレイモンド・マッセイ。
第二次世界大戦中に士気を高める映画として製作され、アメリカ合衆国商船の活動を扱った作品である。

## キャスト
※括弧内は日本語吹替（初回放送1967年11月26日『日曜洋画劇場』）
- ジョー・ロッシ：ハンフリー・ボガート（久米明）
- スティーブ・ジャービス大尉：レイモンド・マッセイ（大木民夫）
- アルフレッド・"ボート"・オハラ：アラン・ヘイル（相模武）
- パール・オニール：ジュリー・ビショップ
- サラ・ジャービス：ルース・ゴードン
- アベル・"チップス"・エイブラムス：サム・レヴェン
- ジョニー・プラスキー：デイン・クラーク
- ホワイティ・ララ：ピーター・ウィットニー
- カデット・エズラ・パーカー：ディック・ホーガン
- カナダ人兵士：ウィリアム・ホッパー[5]

## スタッフ
- 監督：ロイド・ベーコン、ラオール・ウォルシュ（ノンクレジット）、バイロン・ハスキン（ノンクレジット）
- 原作：ガイ・ギルパトリック
- 脚本：ジョン・ハワード・ローソン
- 撮影：テッド・マッコード
- 音楽監督：レオ・F・フォーブステイン
- 音楽：アドルフ・ドイチュ、ジョージ・リプシュルツ（ノンクレジット）